# 李瑾 (襄城伯)
李瑾（15世纪？—1489年），和州（今安徽省和县）人，明朝将领，李隆之子。
1449年（正統十四年）其兄李珍在土木之变阵亡，1450年（景泰元年）六月李瑾嗣封襄城伯。1467年（成化三年），四川都掌少数民族反明，李瑾被赐征夷将軍印、充任总兵官，前去镇压。軍至永寧，李瑾大軍分六路進兵。李瑾与程信居中指挥，統制各部，击破敌军营寨。前後斬首四千五百人，俘获武器、家畜无数。分割都掌之地，设置官职来控制当地。1468年（成化十四年），凱旋，進爵为侯。1486年（成化二十二年）十月，加太保。1489年（弘治二年）三月，去世。追封芮国公，諡壮武。
李瑾把兄长李璉之子李鄌作为養子。李瑾去世，其子李黼嗣爵襄城伯，李黼在1498年（弘治十一年）去世，无子，李鄌于是嗣爵。